# Línea 1 del Tren Urbano de Juiz de Fora
La Línea 1: Mathias Barbosa ↔ Benfica es una de las líneas del Tren Urbano de Juiz de Fora.

## Historia
Tronco principal de la primera línea construida por el Ferrocarril Don Pedro II que se iniciaba en la estación Don Pedro II en la ciudad de Río de Janeiro. Sus travieses llegaban a la ciudad de Juiz de Fora en 1875. En 1889 cambió su nombre a Ferrocarril Central de Brasil debido a la proclamación de la república en este mismo año. La denominación de este tronco pasó a ser Línea Centro. En 1969 esta línea fue nacionalizada y pasó a ser administrada por la RFFSA.
A mediados de 1950 fue creado un tren urbano en el tramo que cruzaba la ciudad de Juiz de Fora recorriendo el tramo entre las estaciones de Mathias Barbosa y Benfica. Esta línea, muy importante para el transporte en la ciudad, fue suprimida en el año 1996 debido a la privatización de la RFFSA.
En esta línea pasaron hasta 1998 los trenes a São Paulo y hasta 1980 los que iban a Belo Horizonte y a Salvador.
La línea es hoy administrada por la MRS Logística solamente para el transporte de carga.

## Estaciones
| Siglas | Estación                      | Comentarios |
| ------ | ----------------------------- | ----------- |
| ---    | Mathias Barbosa               |             |
| ---    | Cedofeita                     |             |
| ---    | Parada Master Ivo             |             |
| ---    | Retiro                        |             |
| ---    | Juiz de Fora                  |             |
| ---    | Mariano Procópio              |             |
| ---    | Parada Cerámica               |             |
| ---    | Francisco Bernardino          |             |
| ---    | Parada Barbosa Lage           |             |
| ---    | Parada Setembrino de Carvalho |             |
| ---    | Benfica                       |             |